# Jón Helgason (biskop)
Jón Helgason, född 1866, död 1942, var en isländsk teolog.
Helgason blev professor i dogmatik och kyrkohistoria i Reykjavik 1911, biskop över Island 1917 och teologie hedersdoktor vid Köpenhamns universitet samma år. 
Han utgav bland annat Almenn kristnisaga (tre band, 1912–17), Islands kyrka (1920) och Islands Kirke (två band, 1922–25).